# Couto de Cima
Couto de Cima é uma povoação portuguesa do Município de Viseu que foi sede da extinta Freguesia de Couto de Cima, freguesia que tinha 13,02 km² de área e 851 habitantes (2011), e, por isso, uma densidade populacional de 65,4 hab/km².
A Freguesia de Couto de Cima foi extinta (agregada), no âmbito de uma reforma administrativa nacional, tendo sido agregada à freguesia de Couto de Baixo, para formar uma nova freguesia denominada inicialmente União das Freguesias de Couto de Baixo e Couto de Cima, denominação que foi alterada oficialmente para Coutos de Viseu em 2015.
Faziam parte da Freguesia de Couto de Cima, além da sede, as seguintes aldeias: São Cosmado, Portela, Masgalos, Lobagueira, Carvalhais e Goduxo.
Constituiu, em conjunto com a freguesia de Couto de Baixo, os coutos de Santa Eulália.

## População
| Número de habitantes | Número de habitantes | Número de habitantes | Número de habitantes | Número de habitantes | Número de habitantes | Número de habitantes | Número de habitantes | Número de habitantes | Número de habitantes | Número de habitantes | Número de habitantes | Número de habitantes | Número de habitantes | Número de habitantes |
| -------------------- | -------------------- | -------------------- | -------------------- | -------------------- | -------------------- | -------------------- | -------------------- | -------------------- | -------------------- | -------------------- | -------------------- | -------------------- | -------------------- | -------------------- |
| 1864                 | 1878                 | 1890                 | 1900                 | 1911                 | 1920                 | 1930                 | 1940                 | 1950                 | 1960                 | 1970                 | 1981                 | 1991                 | 2001                 | 2011                 |
| 892                  | 1 039                | 977                  | 927                  | 909                  | 967                  | 997                  | 1 007                | 1 059                | 1 045                | 911                  | 951                  | 946                  | 886                  | 851                  |

## Património
- Anta do Repilau
- Anta 1 da Lameira do Fojo